# 타카치호 히즈루
타카치호 히즈루(일본어: 高千穂 ひづる たかちほ ひづる[*], 본명: 오오세 이쿠에, 본명 한자: 大瀬 郁恵, 결혼 전 성:니데가와(二出川), 1930년 10월 10일 ~ 2016년 2월 27일)는 일본의 배우이다. 애칭은 "이쿠짱"이다.

## 인물・약력

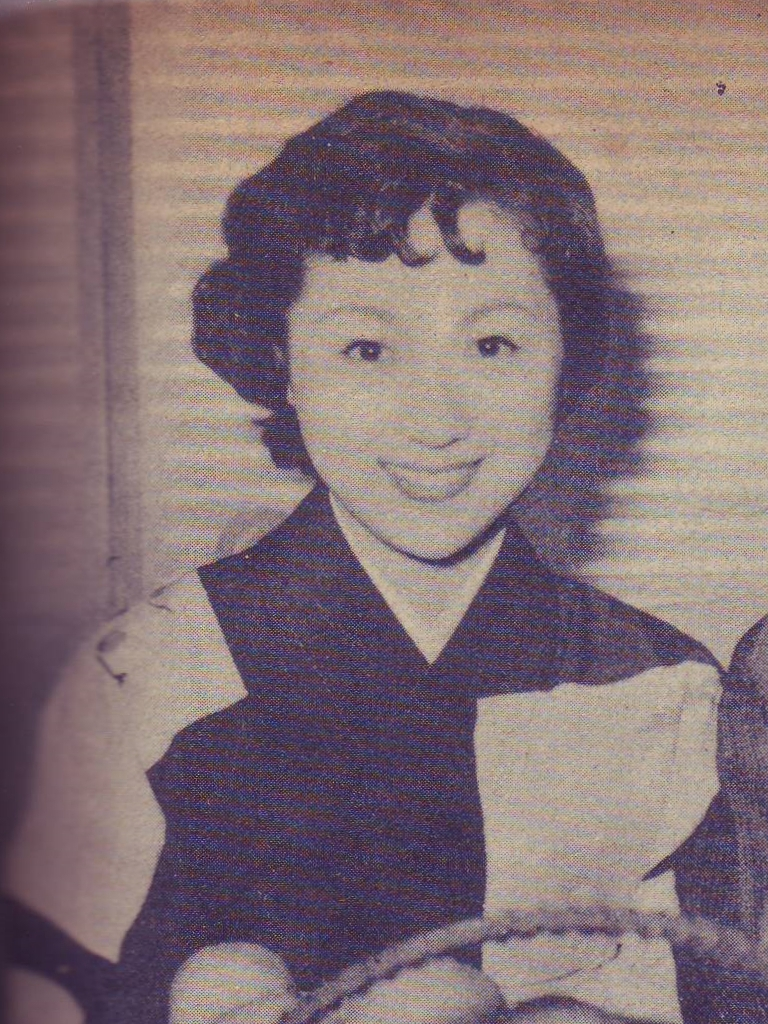
1956년의 타카치호

아버지는 프로야구 심판을 한 니데가와 노부아키이다.
자서전 『호접분전(胡蝶奮戦)』 (P8)에 따르면, "여러 영화본에는 쇼와 7년생이라고 쓰여있다는데 이번 기회에 정정해 두겠습니다. 다카라즈카 가극단 시절에는 제대로 쇼와 5년생이라 되어있었습니다만, 어느 새 2살 젊어져 버린 것 같습니다."라는 기술이 있다.
니시노미야시립 타이샤초등학교를 거쳐, 1947년 고베여학원 중학교 졸업 후, 다카라즈카 음악학교에 입학하였다. 1948년, 다카라즈카 가극단 35기생으로서 다카라즈카 가극단에 입단하였다. 동기생으로는 남역 톱스타로 활약한 스미 하나요나 미즈시로 타마모, 성우인 오오타 요시코 등이 있다. 다카라즈카 입단 당시 성적은 46명 중 3등이었다. 유키구미에 소속되어 여역으로 활동하였다. 최종 출연 연목은 유키구미 공연 『샹송 드 파리』이다.
다카라즈카 가극단을 1952년 8월 31일자로 퇴단 후, 쇼치쿠 소속이 되었다.
이듬해부터 토에이로 이적해, 1957년까지 소속되었다.
사극에서 공주 역으로 인기를 얻었고, 그것은 다카라즈카 재적 당시의 인기보다 훨씬 높았다.
쇼치쿠로 소속을 복귀한 후에는 『ゼロの焦点』, 『背徳のメス』 (이 두편으로 블루리본상 여우조연상 수상)과 현대극 멜로드라마 등에서 성인 여성을 연기했다.
1956년 (쇼와 31년) 3월 7일, 이탈리아 로마에서 3월 12일부터 18일까지 개최된 일본 영화 박람회에 참석하기 위해, 아오야마 쿄코 등과 함께 도쿄 국제 공항에서 스칸디나비아 항공기로 출발했다. 3월 23일에 귀국했다. 일본에서 출발할 당시 비행기 트랩 (지붕 없음)에서의 사진이 존재하고 있다. 당시는 해외여행 자유화 훨씬 전이라 매우 귀중한 유럽 방문이 되었다.
1964년에 『月光仮面』의 슈쿠지로 역을 연기한 배우 오오세 코이치와 결혼하였다. 그러나, 이 무렵 아구계와 거리를 두고 창업해 사업에 전념하고 있던 아버지 니데가와 노부아키의 간청으로, 오오세와 함께 연예계를 완전 은퇴하였다. 니데가와 가 생존하고 있던 중에는 그를 보좌하는 형태였고, 니데가와  사망 후에는 두 사람이 주력이 되어 사업을 지켰다.
한때는 전혀 공개석상에 나오지 않았지만, 2000년대 이후에는 과거 출연 영화를 소재로 한 토크쇼에 가끔 출연하였다. 2010년 8월 7일에는 도쿄 이케부쿠로 신문예좌에서 개최된 『영화감독 우치다 토무 사후 40년 회고　「命一コマ」　거장・우치다 토무의 전모』 토크쇼에 출연했다.
2017년 6월, 이미 그녀가 사망한 것으로 밝혀졌다.

## 인물・에피소드
본인에 의하면, 출연한 영화는 200편에 이르고, 그 중 100편 정도가 사극이라며 "어느샌가 히메역을 하는 배우가 되어있었다"고 했다. "히메 역이라고 해도, 비교적 고집이 세거나, 제멋대로인 개성을 내도록 했습니다"라고 말하고 있다.
쇼와 28년부터 30년에 걸치 토에이 사극에서는, 타카치호와 치하라 시노부, 타시로 유리코의 세 사람이 대부분의 사극에 나오고 있어, "그 시기는 굉장히 충실히 일했고, 스스로도 열정에 타오르고 있었다"고 해, 야간 열차로 교토와 도쿄를 왕복하거나 반정도는 밤샘으로 일주일 가까이 지낸 적도 있었다고 한다. 몸에 무리가 가, 눈을 다쳐 눈물이 멈추지 않는 병에 걸린 적도 있었다.
쇼와 30년의 『오다 노부나가』 (코노 토시카즈 감독)에서, 나카무라 킨노스케와 공동 출연했다. 앞에서 말한 것과 같이, 야간 열차로 교토의 세트에 날라가듯 들어갔지만, 피로와 여름의 더위로 대사의 절반도 기억하지 못하고, 모두 준비가 100프로 되어 있는 상황에, 타카치호만 신경을 곤두세우고 있었다는 극한 상태에서 감독이 "NG를 내면 필름이 없어, 부탁해!"라고 말했다. "무너질 것만 같았던 마음이 다시 확 일어설 수 있었다"고 회상하였다. 공동 출연의 킨노스케에 대해서는 "역시 이 사람은 진짜구나"라고 감탄했다고 말했다.
아즈마 치요노스케와는 쇼와 29년의 치요노스케의 데뷔작 『雪之丞変化』 (코노 토시카즈 감독)으로 공동 출연하였다. "기쁜 추억"으로서, 영화 첫 출연의 치요노스케가 러브씬에서 굳고, 게다가 배가 튀어나와 잘 되지 않아, 크게 웃었던 것을 기억해냈다.

## 주요 줄연작

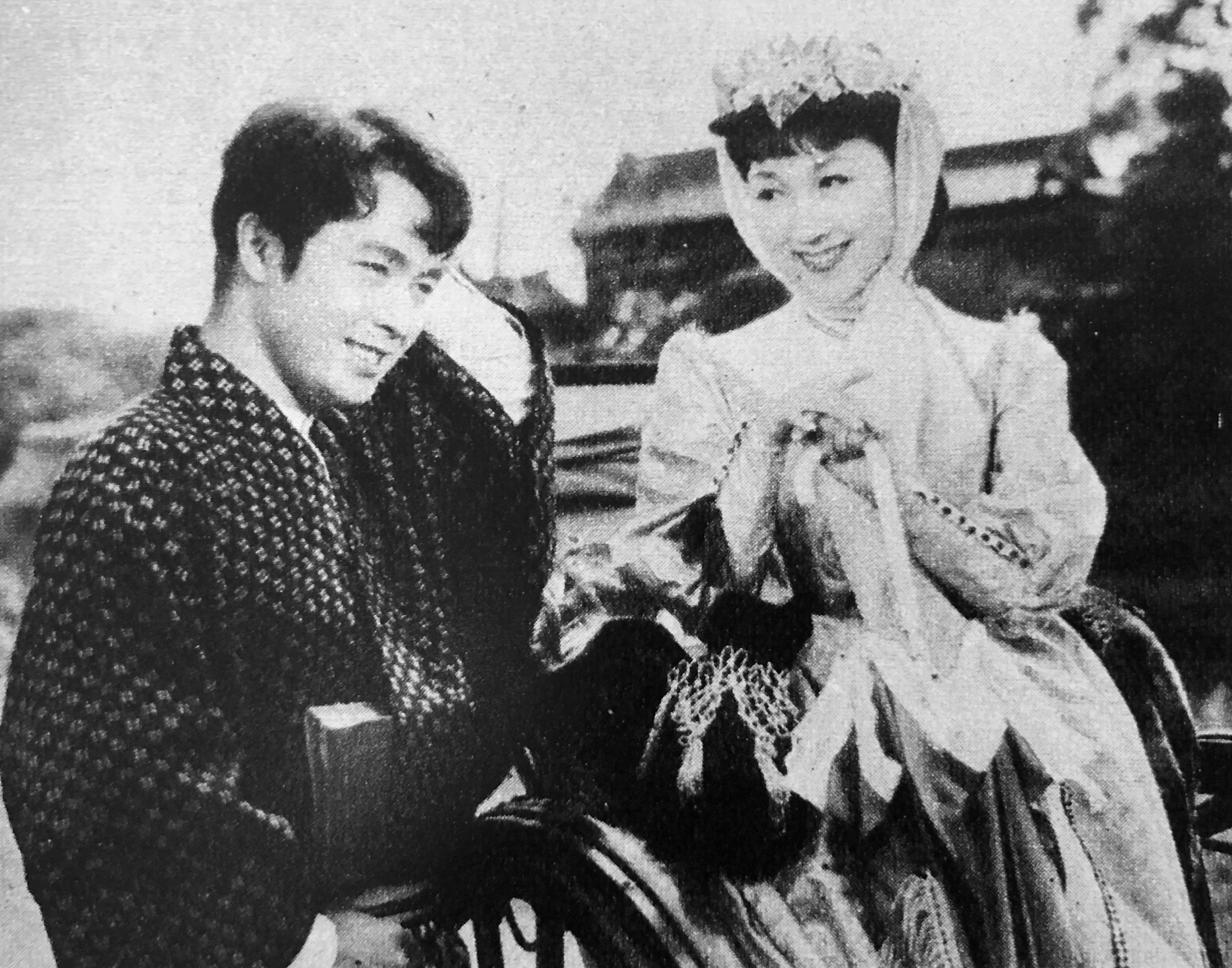
『스가타 산시로 제1부 (姿三四郎 第一部)』 (1955년, 나미시마 스스무와 타카치호 히즈루)

### 영화
- 憧れの星座 (1953년)
- 日輪 (1953년, 첫 컬러 영화 출연)
- 雪之丞変化 (1954년)
- 笛吹童子 (1954년)
- 新諸国物語　紅孔雀 (1954년)
- 黒田騒動 (1956년)
- 三つ首塔 (1956년)
- 曽我兄弟 富士の夜襲 (1956년)
- 異母兄弟 (1957년)
- 抱かれた花嫁 (1957년)
- 張込み (1958년)
- この天の虹 (1958년, 쇼치쿠)
- 大東京誕生 大江戸の鐘 (1958년, 쇼치쿠, 연기：마츠모토 코시로(松本幸四郎))
- どんと行こうぜ (1959년)
- 銀座のお兄ちゃん挑戦す (1960년)
- ろくでなし (1960년)
- 背徳のメス (1961년)
- ゼロの焦点 (1961년)
- 剣に賭ける (1962년)
- 求人旅行  (1962년)
- 第三の影武者 (1963년)
- 拝啓天皇陛下様 (1963년)
- 忍者秘帖 梟の城 (1963년)
- ジャコ萬と鉄 (1964년)
- 鼾 (1964년)
- 座頭市血笑旅 (1964년)
- 女賭場荒し  (1967년)
- ちゃんばらグラフィティー 斬る! (1981년) ※출연 장면 발췌

### TV드라마
- 東芝日曜劇場 (TBS)
  - 第293回「おもかげの女」 (1962년)
  - 第333回「三役女房」 (1963년)
  - 第359回「愛の壁」 (1963년)
  - 第499回「努力しても出世しないとは…」 (1966년)
- 妻は告白する (1963년, CX)
- 虹の設計 (1964년, NHK)
- 武蔵野夫人 (1965년 - 1966년, NTV)
- 体の中を風が吹く (1966년, THK)
- 松本清張シリーズ / 愛と空白の共謀 (1966년, KTV)
- 幕末姉妹 (1968년, CX)
- ライオン奥様劇場 (CX)
  - 女の盛装 (1968년)
  - 兄嫁 (1969년)
- 花王愛の劇場 (TBS)
  - 愛の荒野 (1970년)
  - 第二の結婚 (1971년)
  - 愛ある日々 (1973년)
- ザ・ガードマン　 (TBS)
  - 第326話「年上の妻の華やかな犯罪」 (1971년)
- 24時間の男 (TBS, 다이에이테레비)
  - 第13話 (1972년)

### 버라이어티 방송
- スター千一夜 (CX)
- ズバリ!当てましょう (CX)
- ドン!アタック (TBS)
- ランデブークイズ・ペアでハッスル (MBS・NET계열) - 부부 동반 출연

## 저서
- 『호접분전 스타들과 보낸 날들 (胡蝶奮戦　スターたちと過ごした日々)』 (타카치호 히즈루 저, 후지이 히데오 편집.  에코르 세잠. 2008년 12월) ISBN 978-4902431049

## 관련서적
- 「君美わしく 戦後日本映画女優讃」 (카와모토 사부로 저. 문예춘추. 카와모토에 의한 타카치호를 포함한 여배우들의 인터뷰집)

## 같이 보기
- 코바야시 이치조
- 오오카와 히로시
- 오오타니 타케지로
- 키도 시로